# Роден глас
„Роден глас“ (на чешки: Roden glas) е списание за българите в Чехия.
Излиза от 1971 г. Негов издател е Асоциация на българските сдружения в Чешката република. От 2002 г. списанието се издава с финансовата подкрепа на Министерството на културата на Чехия. Седалището на списанието е на адрес: ul. „Americká“ 28, град Прага.
Към настоящия момент списанието излиза 6 пъти в годината (един път на два месеца).
Двумесечникът е на български език в тираж 600 екземпляра. Списанието информира за българската общност в Чехия, приятелите на България сред обществеността в Чехия, както и за чешко-българските културни отношения.

## Главен редактор
- Камелия Илиева

## Редакционен екип
- Наталия Калайджиева
- Николай Балчев
- Елена Крейчова